# Festival western de Guigues
 (décembre 2021).
Le Festival western de Guigues a été créé en 1981.  Les premières éditions ont eu lieu au Centre équestre La Martinique à Saint-Bruno-de-Guigues, propriété de Monsieur Martin Herbet.  Les fondateurs sont Messieurs Noël Lessard et Mario Herbet.  Dans les années 90, le Festival se tenait dans l'aréna.  Depuis une quinzaine d'années, les compétitions se font dans des installations extérieures fixes, situées tout près de l'aréna.  Le Festival est un événement qui jumelle annuellement des compétitions d'équitation western incluant le gymkhana et la course EXCA, de la tir de chevaux lourds, des spectacles musicaux extérieurs et intérieurs, des activités pour enfants, de la danse en ligne et même un bingo. Naturellement, l'attraction principale est le Rodéo professionnel de la montée de chevaux sauvages et de taureaux.  D'une durée de 6 jours, il se tient dans la municipalité de Saint-Bruno-de-Guigues, en Abitibi-Témiscamingue. Ce festival western a lieu en mois d'août, en débutant le mardi suivant le congé civique de l'Ontario. 

## Le comité
Pour organiser un tel événement, un comité organisateur, aussi conseil d'administration, travaille toute l'année pour arriver à produire un festival de qualité.  Il est composé de plusieurs personnes, toutes passionnées, qui unissent bénévolement leurs forces pour gérer tous les dossiers.  
Actuellement, le comité est formé de:
- Madame Manon Plante, Présidente
- Madame Roxane Savignac, Vice-présidente
- Madame Marie-Pier Paquin, Responsable des bars et des kiosques
- Madame Denyse Barbe, Responsable des activités sociales
- Madame Andréane Perreault, coordonnatrice

Le comité est aidé par plusieurs personnes en sous-comités, soit les bars, les activités pour enfants, la sécurité, la logistique, les activités équestres, la décoration, les finances.

## Les bénévoles
Pour offrir des activités pendant 6 jours, le festival avons besoins de plusieurs bénévoles.  C'est autour de 250 bénévoles, venant de la municipalité et des villages voisins qui viennent donner de leur temps pour offrir des services de qualité.  